# Miroslav Antonov
Miroslav Antonov (bulharskou cyrilicí Мирослав Антонов; * 10. března 1986) je bulharský fotbalový útočník, momentálně působící v rakouském týmu SV Friedburg.

## Kariéra
S fotbalem začínal v Montaně, odkud v lednu 2008 přestoupil do Sportistu Svoge. Tady vydržel 2 roky a zamířil do Levski Sofia. Na začátku sezony 2010/11 se formou půlročního hostování vrátil
do Montany a v únoru 2011 přestoupil do Ludogorce Razgrad. V něm se však nikdy nedokázal prosadit a formou dvou půlročních hostování se podruhé vrátil do Montany.
Na konci ledna 2013 přestoupil na půl roku do Slavie Sofia a odtud červenci téhož roku zpátky do Montany. V září pak odešel na testy do českého prvoligového týmu FC Vysočina Jihlava, která se tak mohl stát jeho prvním zahraničním klubem. Na testech ovšem neuspěl, takže se vrátil do Bulharska. V lednu 2014 přestoupil do izraelského týmu Maccabi Yavne. Za něj ale do žádného zápasu nezasáhl a po půl roce se vrátil do Montany. V Montaně však v prosince téhož roku skončil a v létě 2015 se vrátil do Izraele.